# Gherardo Cibo
Gherardo Cibo également connu sous le pseudonyme d' Ulisse Severini da Cingoli (1512 - 30 janvier 1600) était un artiste et un botaniste italien. L'herbier de plantes séchées qu'il a commencé en 1532 (aujourd'hui conservé à Rome) est le plus ancien exemple survivant de cette méthode, inventée en Italie par ses contemporains. Les illustrations botaniques réalisées par Cibo montrent des plantes au premier plan et sont enrichies de fonds paysagers avec des éléments architectoniques et peuplés de petits personnages.

## Biographie et travaux
Cibo a laissé des journaux de ses excursions quotidiens. Il étudia les œuvres de Pline, Leonhart Fuchs et Pierandrea Mattioli. Il correspondait avec Mattioli, Ulisse Aldrovandi et Andrea Bacci. Les lettres et ses œuvres sont dispersées dans divers musées et archives. Les livres de sa bibliothèque qui ont survécu et se trouvent à la Biblioteca Angelica incluent Historia Stirpium de Leonhart Fuchs, un exemplaire de l'Historia dei semplici de Garcia de Orta ainsi que les éditions 1548, 1558 et 1573 de Discorsi de Mattioli avec des illustrations ajoutées par Cibo,,.
Les dessins paysages exécutés à l’encre et à la plume, plus rarement à la sanguine, et les illustrations botaniques à l'aquarelle et à tempera constituent la partie la plus importante de sa production artistique. Plus de 220 illustrations botaniques se trouvent dans deux manuscrits enluminés conservés à la British Library (Add. Ms. 22332 et Add. Ms. 22333). Les enluminures de Cibo sont exécutées avec une grande précision et représentent différentes plantes, généralement des espèces communes de l’Italie et de l’Apennin Central. Elles sont souvent représentées sur des fonds paysagers colorés, parfois avec des scènes de la vie quotidienne ou des détails de bâtiments, qui les replacent dans leur habitat naturel. Les illustrations sont accompagnées de commentaires botaniques extraits des Discorsi de Pietro Andrea Mattioli (traduction italienne glosée du De materia medica de Dioscoride) et d'observations ajoutées par Cibo.